# Adalbert II von Walderdorff
Adalbert II von Walderdorff (Molsberg, 29 agosto 1697 – Fulda, 17 settembre 1759) è stato un vescovo cattolico e abate tedesco, dal 1757 al 1759 fu principe-abate e principe-vescovo di Fulda.

## Biografia
Nato in seno alla nobile famiglia dei von Walderdorr il 29 agosto 1697, Adalbert entrò nella carriera religiosa il 29 settembre 1717, facendo la propria professione solenne nell'ordine benedettino. Il 23 dicembre 1719 venne ordinato diacono e venne infine ordinato sacerdote il 28 ottobre 1720 da Christoph Nebel, vescovo titolare di Cafarnao, coadiuvato da Daniel Johann Anton von Gebsattel, vescovo titolare di Sigus e da Heinrich Joseph von Nitschke, vescovo titolare di Antipatri.
Nel 1723 venne ammesso al capitolo dell'abbazia di Fulda come canonico e nel contempo gli venne affidata la gestione dell'ex monastero e ora castello di Johannisberg, acquisito da Fulda nel 1716. Fu prevosto a Blankenau dal 1735 al 1757. Sopra il portale dell'ingresso della chiesa del monastero si trova ancora oggi il suo stemma a testimonianza dell'interesse che il von Walderdorff prese nella direzione di questa prevostura per conto dell'abbazia di Fulda. Donò due delle campane allo stesso monastero di Blankenau con impresso il proprio stemma.
Il 17 gennaio 1757 venne eletto principe-vescovo e principe-abate di Fulda succedendo ad Amand von Buseck, morto nel dicembre dell'anno precedente. In questa sua nomina giocò un ruolo notevole la figura di suo fratello, Johann Philipp von Walderdorff che all'epoca era arcivescovo e principe elettore a Treviri. Ad ogni modo il suo governo della diocesi fu di breve durata in quanto Adalbert von Walderdorff morì nel 1759. Fu consacratore di Konstantin Schütz von Holzhausen che sarà anch'egli in seguito principe-vescovo di Fulda.

## Genealogia episcopale e successione apostolica
La genealogia episcopale è:
- Cardinale Guillaume d'Estouteville, O.S.B.Clun.
- Papa Sisto IV
- Papa Giulio II
- Cardinale Raffaele Riario
- Papa Leone X
- Papa Clemente VII
- Cardinale Antonio Sanseverino, O.S.Io.Hieros.
- Cardinale Giovanni Michele Saraceni
- Papa Pio V
- Cardinale Innico d'Avalos d'Aragona, O.S.Iacobi
- Cardinale Scipione Gonzaga
- Patriarca Fabio Biondi
- Papa Urbano VIII
- Cardinale Cosimo de Torres
- Cardinale Francesco Maria Brancaccio
- Vescovo Miguel Juan Balaguer Camarasa, O.S.Io.Hieros.
- Papa Alessandro VII
- Arcivescovo Massimiliano Enrico di Baviera
- Vescovo Johann Heinrich von Anethan
- Arcivescovo Anselm Franz von Ingelheim
- Vescovo Matthias Starck
- Arcivescovo Lothar Franz von Schönborn
- Vescovo Friedrich Karl von Schönborn-Buchheim
- Arcivescovo Franz Georg von Schönborn
- Arcivescovo Philipp Karl von Eltz zu Kempenich
- Vescovo Christoph Nebel
- Vescovo Adalbert II von Walderdorff, O.S.B.

La successione apostolica è:
- Vescovo Konstantin Schütz von Holzhausen, O.S.B.  (1757)